# Hans Beck (dansör)

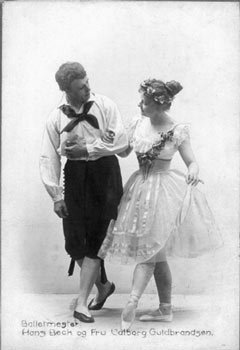
Hans Beck med Valborg Guldbrandsen i Bournonvilles Blomsterfesten i Genzano.

Hans Johannes Christian Beck, född 1861, död 1952 var en dansk balettdansör.
Beck var elev till Brodersen vid kungliga teatern i Köpenhamn, och debuterade där som dansör 1879. Beck blev solodansör 1881 och var balettmästare 1894-1915. Han var en dansare av den Bournonvillska skolan, och lade även ned stort arbete på bevarandet av den danska balettens klassiska traditioner.

## Utmärkelser
- Riddare av Dannebrogorden,  1899[2]
- Dannebrogsmännens hederstecken,  1915[2]
- Ingenio et arti

[Redigera Wikidata]